# Grup afí
En matemàtiques, el grup afí o grup afí general (o, fins i tot, grup general afí) de qualsevol espai afí sobre un cos K és el grup de totes transformacions afins invertibles de l'espai en ell mateix. El grup afí d'un espai afí A s'acostuma a escriure com Aff(A).
El grup afí és un grup de Lie si K és el cos dels reals o el dels complexos o el dels quaternions.

## Relació amb el grup lineal general

### Construcció a partir del grup lineal general
Donat un espai vectorial V, té un espai afí subjacent A obtingut si "s'oblida" l'origen, amb V actuant per translacions, i el grup afí d'A es pot descriure com el producte semidirecte de V per GL(V), el grup lineal general de V:
{\displaystyle \operatorname {Aff} (V)=V\rtimes \operatorname {GL} (V)}
L'acció de GL(V) sobre V és l'acció natural natural (les transformacions lineals són automorfismes), de tal manera que es defineix així un producte semidirecte.
En termes matricials, hom pot escriure:
{\displaystyle \operatorname {Aff} (n,K)=K^{n}\rtimes \operatorname {GL} (n,K)}
on l'acció natual de GL(n, K) sobre Kn és la multiplicació matricial d'un vector.

### Estabilitzador d'un punt
Donat el grup afí d'un espai afí {\displaystyle (A,p)}A, l'estabilitzador d'un punt p és isomorf al grup lineal general de la mateixa dimensió (de tal manera que l'estabilitzador d'un punt de Aff(2, R) és isomorf a GL(2, R)); formalment, és el grup lineal general de l'espai vectorial (A, p): cal recordar que si hom fixa un punt, l'espai afí esdevé un espai vectorial.
Tots aquests subgrups són conjugats, on la conjugació ve donada per la translació de p a q (que está definida de manera única); tanmateix, cap subgrup particular és una elecció natural, ja que cap punt és especial.

## Representació matricial
Si es representa el grup afí com a producte semidirecte de V per GL(V), llavors per la construcció del producte semidirecte, els elements són parells (M, v), on v és un vector de V, i M és una transformació lineal de GL(V), i la multiplicació és donada per:
{\displaystyle (M,v)\cdot (N,w)=(MN,v+Mw).\,}
Això es pot representar com una matriu per blocs de dimensió (n + 1)×(n + 1):
{\displaystyle \left({\begin{array}{c|c}M&v\\\hline 0&1\end{array}}\right)}
on M és una matriu n×n sobre K, v és un vector columna n×1 vector de columna, 0 és una fila 1×n fila de zeros, i 1 és la matriu identitat 1×1.
Formalment, Aff(V) és isomorf a un subgrup de {\displaystyle \operatorname {GL} (V\oplus K)}, amb V immers com el pla afí {\displaystyle \{(v,1)|v\in V\}} o, cosa que és el mateix, l'estabilitzador d'aquest pla afí. La formulació matricial anterior és la (transposada de) la realització d'aquest subgrup, on els blocs n×n i 1×1 corresponen a la descomposició en suma directa {\displaystyle V\oplus K}.
Una representació semblant és qualsevol matriu de dimensió (n + 1)×(n + 1) on la suma de les entrades de cada columna és 1. La semblança P que permet passar del tipus anterior a aquest tipus és la matriu identitat de dimensió (n + 1)×(n + 1) amb la fila inferior substituïda per una fila de tot uns.
Cadascuna d'aquestes dues classes de matrius és tancada per multiplicació de matrius.
L'exemple més senzill pot ser el cas n = 1, és a dir, les matrius triangulars superiors 2×2 que representen el grup afí en dimensió 1. És un grup de Lie no abelià amb dos paràmetres, amb dos generadors A, B subjectes a la condició [A, B] = B, on
{\displaystyle A=\left({\begin{array}{cc}1&0\\0&0\end{array}}\right),\qquad B=\left({\begin{array}{cc}0&1\\0&0\end{array}}\right),}
tals que
{\displaystyle e^{aA+bB}=\left({\begin{array}{cc}e^{a}&{\tfrac {b}{a}}(e^{a}-1)\\0&1\end{array}}\right).}

## Taula de caràcters de Aff(Fp)
El grup afí del cos finit de p elements (p primer), simbolitzat per Aff(Fp), té ordre p(p-1). Com que
{\displaystyle {\begin{pmatrix}c&d\\0&1\end{pmatrix}}{\begin{pmatrix}a&b\\0&1\end{pmatrix}}{\begin{pmatrix}c&d\\0&1\end{pmatrix}}^{-1}={\begin{pmatrix}a&(1-a)d+bc\\0&1\end{pmatrix}},}
es té que Aff(Fp) té p classes de conjugació:
{\displaystyle C_{id}=\left\{{\begin{pmatrix}1&0\\0&1\end{pmatrix}}\right\},}
{\displaystyle C_{1}=\left\{{\begin{pmatrix}1&b\\0&1\end{pmatrix}}\,{\Bigg |}\,b\in \mathbf {F} _{p}^{*}\right\}} i
{\displaystyle \left\{C_{a}=\left\{{\begin{pmatrix}a&b\\0&1\end{pmatrix}}\,{\Bigg |}\,b\in \mathbf {F} _{p}\right\}\,{\Bigg |}\,a\in \mathbf {F} _{p}\setminus \{0,1\}\right\}}.
Llavors es té que Aff(Fp) té p representacions irreductibles. Pel que s'ha vist en l'apartat anterior (Representació matricial), existeixen p-1 representacions unidimensionals, definides per l'homomorfisme
{\displaystyle {\begin{array}{cccc}\rho _{k}\colon &\operatorname {Aff} ({\mathbf {F} }_{p})&\to &{\mathbb {C} }^{*}\\&{\begin{pmatrix}a&b\\0&1\end{pmatrix}}&\mapsto &\exp \left(\displaystyle {2ijk\pi  \over p-1}\right)\end{array}}}
amb k = 1, 2, ..., p-1, i² = -1 i a = gj, on g és un generador del grup {\displaystyle {\mathbf {F} }_{p}^{*}}. Si llavors es compara amb l'ordre de {\displaystyle {\mathbf {F} }_{p}}, llavors es té que {\displaystyle p(p-1)=p-1+\chi _{p}^{2}} i, per tant, {\displaystyle \chi _{p}=p-1} és la dimensió de la darrera representació irreductible. Finalment, emprant l'ortogonalitat de les representacions irreductibles, es pot completar la taula de caràcters de {\displaystyle \operatorname {Aff} ({\mathbf {F} }_{p})}:
{\displaystyle {\begin{array}{c|cccccc}&C_{id}&C_{1}&C_{g}&C_{g^{2}}&\dots &C_{g^{p-2}}\\\hline \chi _{1}&1&1&e^{\frac {2\pi i}{p-1}}&e^{\frac {4\pi i}{p-1}}&\dots &e^{\frac {2\pi (p-2)i}{p-1}}\\\chi _{2}&1&1&e^{\frac {4\pi i}{p-1}}&e^{\frac {8\pi i}{p-1}}&\dots &e^{\frac {4\pi (p-2)i}{p-1}}\\\chi _{3}&1&1&e^{\frac {6\pi i}{p-1}}&e^{\frac {12\pi i}{p-1}}&\dots &e^{\frac {6\pi (p-2)i}{p-1}}\\\dots &\dots &\dots &\dots &\dots &\dots &\dots \\\chi _{p-1}&1&1&1&1&\dots &1\\\chi _{p}&p-1&-1&0&0&\dots &0\end{array}}}

## Grup afí planar
Segons Rafael Artzy, "La part lineal de tota afinitat [del pla afí real] es pot transformar en una de les formes canòniques següents mitjançant una transformació de coordenades seguida per una homotècia des de l'origen:
1. {\displaystyle x\mapsto ax+by,\quad y\mapsto -bx+ay,\quad a,b\neq 0,\quad a^{2}+b^{2}=1,}
2. {\displaystyle x\mapsto x+by,\quad y\mapsto y,\quad b\neq 0,}
3. {\displaystyle x\mapsto ax,\quad y\mapsto y/a,\quad a\neq 0,} on els coeficients a, b, c i d són nombres reals."

El cas (1) correspon a transformacions de semblança que generen un subgrup de semblances. La geometria euclidiana correspon al subgrup de congruències. Es caracteritza per l'angle o la distància euclidiana, coneptes que són invariables sota el subgrup de rotacions.
El cas (2) correspon a les transformacions de cisallament. Una aplicació important és l'espai i temps absolut on les transformacions de Galileu relacionen marcs de referència. Generen el que es coneix com a grup de Galileu.
El cas (3) correspon a una rotació hiperbòlica o contracció. Aquestes transformacions generen un subgrup del grup afí planar, conegut com el grup de Lorentz del pla. La geometria associada amb aquest grup es caracteritza per l'angle hiperbòlic, el qual és una mesura que és invariable sota el subgrup de rotacions hiperbòliques.
Utilitzant la representació matricial anterior del grup afí en el pla, la matriu M és una matriu real 2 × 2. En conseqüència, una matriu M no singular ha de tenir una forma d'entre tres de possibles, que corresponen a la tricotomia d'Artzy.

## Altres grups afins

### Cas general
Donat un subgrup qualsevol {\displaystyle G<\operatorname {GL} (V)} del grup lineal general, es pot construir un grup afí, sovint simbolitzat per {\displaystyle \operatorname {Aff} (G)}, com el producte semidirecte {\displaystyle \operatorname {Aff} (G):=V\rtimes G}.{\displaystyle G<\operatorname {GL} (V)}{\displaystyle \operatorname {Aff} (G)}{\displaystyle \operatorname {Aff} (G):=V\rtimes G}
Més en general, donat un grup G qualsevol i una representació de G en un espai vectorial V, {\displaystyle \rho \colon G\to \operatorname {GL} (V)}, es té un grup afí associat {\displaystyle V\rtimes _{\rho }G}: es pot dir que el grup afí obtingut així és "una extensió de grup per una representació vectorial", i com s'ha vist abans, es té la successió exacta curta:
{\displaystyle 1\to V\to V\rtimes _{\rho }G\to G\to 1.}

### Grup afí especial
El subconjunt de totes les transformacions afins invertibles que conserven una forma de volum fixa, o en termes del producte semidirecte, el conjunt de tots els elements (M, v) amb M de determinant 1, és un subgrup conegut com el grup afí especial.

### Subgrup projectiu
Si hom està familiaritzat amb els conceptes de projectivitat i de grup projectiu en geometria projectiva, el grup afí es pot descriure de manera senzilla. Per exemple, Günter Ewald va escriure:
El conjunt {\displaystyle {\mathfrak {P}}} de totes les col·lineacions de Pn és un grup que es pot anomenar el grup projectiu de Pn. Si s'estableix una relació entre Pn i l'espai afí An declarant que un hiperplà ω sigui un hiperplà a l'infinit, hom obté el grup afí {\displaystyle {\mathfrak {A}}} de An com el subgrup de {\displaystyle {\mathfrak {P}}} que consisteix en tots els elements de {\displaystyle {\mathfrak {P}}} que deixen ω fix:
{\displaystyle {\mathfrak {A}}\subset {\mathfrak {P}}}

### Grup de Poincaré
El grup de Poincaré és el grup afí del grup de Lorentz {\displaystyle \operatorname {O} (1,3)}: {\displaystyle \mathbf {R} ^{1,3}\rtimes \operatorname {O} (1,3)}. Aquest és un exemple rellevant en relativitat.